# Muncaster
Muncaster é uma paróquia civil a 41 mi (66 km) a sudoeste de Carlisle, no borough de Copeland, condado de Cumbria, Inglaterra. A paróquia inclui a aldeia de Ravenglass. Em 2011, a paróquia contava com 290 habitantes. Faz fronteira com Bootle, Drigg e Carleton, Eskdale, Irton com Santon, Ulpha e Waberthwaite.

## Pontos de interesse
Existem 14 edifícios listados em Muncaster.

## História
O nome "Muncaster" significa 'local romano de Mula/Muli', que talvez se refira ao forte romano Glannoventa em Ravenglass. O sobrenome Muncaster deriva do lugar. Era antigamente chamado de "Meolceastre". Em 1847, a paróquia continha os townships de Muncaster e Birkby. Em 25 de março de 1886, parte de Millom foi transferida para a paróquia.